# Chyliza oreophila
Chyliza oreophila är en tvåvingeart som beskrevs av Shatalkin 1998. Chyliza oreophila ingår i släktet Chyliza och familjen rotflugor. Inga underarter finns listade i Catalogue of Life.